# Черногорско-японские отношения
Японо-черногорские отношения — двусторонние дипломатические отношения между Японией и Черногорией. С момента обретения независимости Черногории в 1878 году японо-черногорские отношения развивались через посредника в лице Российской империи. Контакты до начала двадцатого века сводились к обмену награждениями медалей, а также редким посещением японцев Черногории. Черногорцы поддерживали Россию во время русско-японской войны, но отношения между Черногорией и Россией в этот период ухудшились. Государства были союзниками во время Первой мировой войны, в ходе которой Черногория утратила свою независимость. Черногория вновь обрела независимость в 2006 году, и страны установили официальные дипломатические отношения. Официальное представительство Министерства иностранных дел Черногории, отвечающее за развитие отношений с Японией, находится в Японии, а интересы Японии в Черногории представляются посольством Японии в Сербии (Белград). 

## История

### Первая информация
Самое раннее упоминание о Черногории в Японии появилось во время периода Ансэй, когда китайская книга по географии была опубликована в Шанхае в 1853 году британским миссионером Уильямом Мюрхедом, после чего она была дополнена японским конфуцианским учёным Тойн Шиоя. В ней Черногория упоминалась наряду с другими балканскими странам как часть Османской империи.
Первая подробная информация о ситуации в Черногории, которая не ограничивалась лишь упоминанием географических названий, была опубликована в газете Кампан Батахия Симбун в период Бункю (1861—1864). В этой серии газетных статей упоминалось восстание христианских крестьян в Черногории и соседней Герцеговине в 1861 году. В следующем году была официально объявлена война между Черногорией и Османской империей, где турецкая армия под командованием Омер Лютфи-паши нанесла поражение черногорской армии. В конце-концов, мирное соглашение было заключено при условии, что Черногория не будет оказывать никакой помощи Герцеговине. Но в Японии была известна лишь информация об участии черногорцев в восстании в Герцеговине. Таким образом, информация о Черногории в конце периода Эдо была не очень систематизированной.
На тот момент Черногория была одной из «привилегированной провинции» Османской империи наряду с Сербией и другими странами. Статус Черногории как вассального государства был известен и в Японии в начале периода Мэйдзи. Например, в статье 1874 года Мори Аринори упомянул Черногорию наряду с Рюкю и Венгрией как пример страны, которая не может напрямую заключить договор с иностранным государством. Газета «Токио Нити Нити Симбун» в публикации за 1876 год писала, что Черногория и Сербия были самоуправляемыми.
В 1875 году, после неурожая предыдущего года, по всей Боснии и Герцеговине шло сопротивление Османской империи. Черногория сначала неохотно поддержала восстание, но всё же 1876 году объявила войну Османской империи, и началась черногорско-турецкая война. В следующем году Россия объявила войну Османской империи и началась русско-турецкая война. В 1878 году Черногория официально получила международное признание независимости в Берлинском трактате.
Об объявлении Черногорией войны Османской империи в июне 1876 года сообщалось в нескольких японских газетах. Газета «Токио Нити Нити Симбун» особенно подробно освещала ход черногорско-османской войны, сообщая о различных битвах и действиях повстанцев. Затем, в 1878 году, «Хоти Симбун» подробно сообщила о Сан-Стефанском мире и связанных с Черногорией положениях переговорного процесса берлинского конгресса, и, наконец, о признании независимости Черногории. 
Помимо подробной информации о ситуации, газеты также публиковали статьи, в которых пытались объяснить происхождение восточного вопроса с исторической точки зрения. Например, в редакционной статье в газете «Токио Нити Нити Симбун» заявлялось об жестокости османского правления. Редакция поясняла, что «балканские страны, включая Черногорию, не единственные страны, которые пострадали от этого». Хотя может показаться, что японские СМИ симпатизируют балканским государствам, в том числе и Черногории, однако они в конечном итоге выступали за сохранение независимости Османской империи, подчеркивая, что «страна сегодня является не только оградой для османского двора, но и для нашего собственного востока». 
Таким образом, Япония в 1870-х годах воспринимала восточный вопрос как российскую угрозу османскому режиму, а Черногорию — как часть этой угрозы.

### Первые контакты
Независимость Черногории в 1878 году создала предпосылки для дипломатических контактов между Японией и Черногорией, обе стороны рассматривали друг друга как независимые страны. Именно Россия, сосед Японии и дружественная страна для Черногории, была посредником в отношениях между двумя странами сразу после обретения независимости. 
В 1878 году Бальтазар Богишич, в то время юридический советник черногорского правительства, встретился с Мацуката Масаёси, представителем японского правительства на Всемирной выставке, в офисе японской делегации в Париже. Богишич привел Мацукате пример черногорского Гражданского кодекса, который он составлял, и утверждал, что имущественное право должно быть отделено от семейного и наследственного права. Спустя время Богишич ознакомился с Гражданским японским кодексом и решил, что его теории нашли в нем отражение, но подробности о том, какие именно части кодекса он считал таковыми, неизвестны. Это не рассматривается как случай дипломатического контакта между Японией и Черногорией, а скорее как пример австрийского ученого, случайно занявшего государственный пост в Черногории, к которому японское правительство обратилось за советом.
В 1882 году японский принц Арисугава Тарухито отправился за границу, чтобы присутствовать на коронации российского императора Александра III в качестве личного представителя императора. 17 сентября по приглашению императора России, принц Тарухито посетил отдельный дворец в Петергофе, где разделил обед с черногорским князем. Принц покинул Петербург и прибыл 22 сентября в Москву. 23 сентября он получил знак отличия от министра иностранных дел России Николая Карлович Гирса, а 24 сентября, он снова был принят на аудиенции Николой I. Нет никаких записей о разговоре между принцем Тарухито и Николой I, но было сообщено, что герцог Черногории вручил ему «Первый орден», и ему было разрешено носить его позже. По видимому, это самый первый дипломатический контакт между Японией и Черногорией, кроме того это первый случай, когда иностранный знак отличия был вручен члену японской императорской семьи. Это привело к нескольким обменам медалями между двумя странами.
В 1882 году Ито Хиробуми отправился в Европу по приказу императора Мэйдзи. Он не посещал Черногорию, но известно его мнение о стране. Он считал Черногорию маленькой страной, которая ещё не достигла цивилизации, и европейские державы поддерживали её только потому, что она была христианским государством. Ито возмущался отсутствием улучшения международного статуса Японии, тогда как Черногория, которая, по его мнению, «отстает» от Японии, рассматривалась как полноценная независимая страна.
11 января 1884 года японская сторона вручили ордена Николаю I и Станко Радоничу, министру иностранных дел Черногории. Награждения означали, что Япония рассматривала Черногорию как равноправное иностранное государство и награждала её орденом наравне с Россией и другими иностранными государствами. Примечательно, что газеты, сообщавшие о вручении награды, называли Николу I «императором Черногорской империи» в соответствии с принятой японской практикой в то время называть всех иностранных монархов «императорами». В ответ на награду, Никола I, через японского министра в России вручил императору Мэйдзи орден «За заслуги».
Таким образом до 1880-х годов отношения между Японией и Черногорией ограничивались контактами через Россию, используя возможности для визитов в Россию королевских семей обеих стран и через их дипломатические представительства за рубежом в России. Хотя высокопоставленные лица обеих стран обменялись медалями, они не посещали непосредственно страны друг друга. Японские дипломатические миссии посещали крупные страны Европы, но не малые балканские государства, а Черногория не могла отправить дипломатические миссии так далеко, в Восточную Азию. 

### Первые японцы в Черногории
Однако в 1890-х годах Черногорию быстро посетили японцы, занимавшие официальные должности. Более того, в 1911 году, в конце периода Мэйдзи, японский дипломат, посетивший Черногорию, написал путевой журнал, и проинформировал Японию о ситуации в Черногории. 
В феврале 1890 года японский генерал Фукусима Ясумаса, прикрепленный к японскому представительству в Германии, покинул Берлин в октябре предыдущего года и начал свой тур по Балканам. 4 февраля он отплыл на корабле из Керкиры, 6 февраля высадился в Которе и на следующее утро прибыл в Цетине на карете. Хотя некоторые японцы, возможно, видели Черногорию с моря, но нет никаких записей о японцах, ступивших на черногорскую землю, поэтому вполне вероятно, что Фукусима была первым японцем, посетившим Черногорию в истории.
15 февраля он обедал с министром иностранных дел Черногории, а 17 февраля Фукусима получил награду от Николая I. Пребывание Фукусимы в Цетине продолжалось почти две недели. После этого визита в Черногорию Фукусима стал национальным героем, когда, вернувшись на свой пост, в одиночку проехал через всю страну от своего поста в Берлине до Владивостока. Уже в Японии Фукусима затронул тему Черногории в одной из своих лекций в конце апреля 1894 года. В этой лекции Фукусима рассказал о подъеме и падении Польши и Монголии, а затем перешел к Черногории, заявив, что «подъем и падение страны не связаны с её площадью или населением, а только с тем, как меняется жизнеспособность её народа». Фукусима сказал, что Черногория примерно вдвое меньше Сикоку и имеет население 220 000 человек, что составляет одну 180-ю часть населения Японии. По словам Фукусимы, черногорские солдаты лояльны государству и активно участвуют в военных учениях по праздникам. Фукусима пытался вдохновить патриотизм в Японии, изображая Черногорию как маленькую страну, которая сохранила свою независимость и международный статус благодаря патриотической преданности своего народа военному делу.
В том же году Гунджи Танахаси, работник японской миссии в Вене, посетил Цетине после Фукусимы. Он остановился со своей женой и австро-венгерским офицером и, похоже, просто наслаждался отдыхом. Вероятно, Танахаси находился здесь по приглашению австрийского морского офицера, который был его знакомым. Целью поездки был просто отдых и нет никаких свидетельств контактов с черногорскими чиновниками или правительственными чиновниками в Цетине. После визита Танахаси нет каких-либо записей о посещении Черногории каким-либо японским официальным лицом. Следующий зафиксированный визит японцев в Черногорию состоялся в 1911 году, более чем через 20 лет.

### Русско-японская война
Популярная легенда гласит, что Черногория объявила войну Японии во время русско-японской войны, однако этому нет доказательств. Черногорцы поддерживали действия России в войне, и на стороне России участвовало несколько десятков черногорцев. Однако по мере роста военных неудач России черногорское правительство стало более холодным к России, и российско-черногорские отношения ухудшились. Между Россией и Черногорией также произошёл скандал, когда черногорский престолонаследник Данило II Петрович-Негош поднял тост за японского адмирала.

### Визит Дзюнпэй Нобуо
В 1911 году Дзюнпэй Нобуо, первый секретарь посольства Японии в Вене, посетил Цетине. Поводом для этой поездки послужили рекомендации майора британской армии Перси Э. Хендерсона о посещении Боснии и Герцеговины, Далмации и «Страны Черных гор». Он прибыл в черногорскую столицу вечером и в тот же день завершили экскурсию по городу. На следующее утро посетил парламент, а затем вернулся в Котор, который тогда был под австро-венгерским контролем. Его посещение не было официальным визитом со стороны японского правительства, а, как писал сам Нобуо, должно рассматриваться как исключительно ознакомительная поездка. Никаких следов контактов Нобуо контакта с черногорскими представителями власти не найдено.

### Первая мировая война
Черногория вступила в Первую мировую войну 5 августа 1914 года на стороне Антанты, а Япония 23 августа того же года также присоединилась к войне на стороне Антанты. Таким образом, страны стали Союзниками и воевали против Центральных держав. Однако каких-либо взаимодействий между ними не было; для Черногории главным фронтом был балканский, тогда как для Японии — азиатско-тихоокеанский фронт.
Кроме того, черногорские и японские добровольцы принимали активное участие на Восточном фронте на стороне России. Помощь не ограничивалась добровольцами и военные представители также принимали участие: «Японский и черногорский военные представители, оба генералы, только что вернувшиеся с фронта, по словам сопровождавшего их графа Замойского, ходили в атаку вместе с нашими войсками и вообще держали себя очень храбро, за что и получили по Владимиру на шею».
Черногория капитулировала в 1916 году, когда Австро-Венгрии удалось прорвать фронт и оккупировать страну. В 1918 году Черногория вошла в состав Королевства сербов, хорватов и словенцев, тогда как черногорский король Никола I продолжал выступать за независимость страны.
Вопрос статуса Черногории и новообразованного королевства также возник на Парижской мирной конференции. Японское правительство осознавало сложный процесс образования государства КСХС, а также знало о его сложных отношениях с Италией. У правительства не было самостоятельной позиции по данному вопросу и позиция признания сводилась к следованию за западными державами. В результате, Япония признала новообразованное королевство в июне 1919 года после Великобритании и Франции.

### Югославский период
4 октября 1929 года Королевство сербов, хорватов и словенцев было преобразовано в Королевство Югославия. Территория Черногории входила в административную провинцию Зетская бановина.
Отношения между Королевством Югославия и Японской империей стремительно ухудшились после вступления Японии в Антикоминтерновский пакт, а после того, как Югославия была атакована и вступила во Вторую мировую войну, всех югославских дипломатов выдворили из Японии. На оккупированной итальянской территории Югославии был установлен протекторат Королевство Черногория, который после 1943 года перешел к Германии. После войны Социалистическая Республика Черногория стала частью Социалистической Федеративной Республики Югославия.
Япония и Югославия работали над развитием своих двусторонних отношений на протяжении всего периода холодной войны. Югославия была одной из первых коммунистических стран, подписавших торговый договор с Японией в 1959 году, а также сформировавших комитет по расширению торговых отношений в 1972 году. Кроме того, на дипломатическом уровне две страны обменялись многочисленными визитами на высоких правительственных уровнях, из которых, безусловно, визит президента Тито в Японию в 1968 году имел огромное значение. Кроме того, в 1976 году Югославия стала первой коммунистической страной, которую посетили члены японской императорской семьи.

### Союзная Республика Югославия и Государственный союз Сербии и Черногории
Союзная Республика Югославия была создана 27 апреля 1992 года после распада СФРЮ и включала в себя две республики: Сербию и Черногорию. В 2003 году она была преобразована в «Государственный союз Сербии и Черногории».
По видимому, контакты были в этот момент незначительными. Книга Рэймонда Хатчингса «Экономическое участие Японии в Восточной Европе и Евразии» следующим образом характеризуют отношения:
«Сербия и Черногория рассматриваются здесь вместе, поскольку сейчас они называют себя Союзной Республикой Югославия (СРЮ), хотя этот термин не используется в данной книге, чтобы избежать путаницы с бывшей Югославией.[...] Экономика обеих стран сильно пострадала от той войны и санкций ООН. Японцы как нация имеют мало коллективных знаний о балканах и не знакомы лично с Сербией/Черногорией, и, следовательно, не имеют опыта зверств военного времени; они могут найти силу и твердость сербов привлекательными. Однако, хотя ситуация может измениться после отмены санкций ООН, до сих пор не было сообщений о каком-либо экономическом участии японской стороны в Сербии/Черногории.»

### Современность
3 июня 2006 года Черногория объявила о независимости и Япония признала её независимость 16 июня, а 24 июля были установлены официально дипломатические отношения.
Кацумата Такахико, посол Японии в Черногории, вручил верительные грамоты президенту Мило Джукановичу 2 февраля 2021 года. Веселин Шукович, посол Черногории в Японии, вручил копии своих верительных грамот Такео Акибе, заместителю министра иностранных дел Японии, 1 ноября 2018 года.
В наши дни основным приоритетом внешней политики Японии на Балканах является достижение мира и взаимопонимания со странами Западных Балкан.
По данным переписи населения 2009 года, в Черногории проживало 11 этнических японцев. В 2016 году в Черногории разразился скандал после того, как из страны были депортированы 58 иностранцев, связанных с деятельностью псевдорелигиозной организации Аум Синрикё, причастной к зариновой атаке в Токио в 1995 году. Полиция Черногории заявила, что о подозрительной деятельности иностранцев из религиозной группировки им сообщили спецслужбы Японии.

## Экономика
В списке торговых партнёров Японии в Европе Черногория занимает 12-е место (лидирует Европейский союз). В 2009 году объём торговли между странами составил 165 млн йен (объём экспорта Японии составил 163 млн, объём экспорта Черногории — 2 млн йен). С 2001 года в Которе действует филиал компании Daido Metal Company Ltd. Объём инвестиций Японии составляет 506 млн евро, выделяемые на техническое сотрудничество средства — 599 млн евро.